# كليمنتي بيوندتي
كليمنتي بيوندتي (بالإيطالية: Clemente Biondetti)‏ مواليد 18 أغسطس 1898 في إيطاليا، كان سائق فورملا 1 إيطالي سابق كان قد بدأ مسيرته الاحترافية سنة 1950. كان أول سباق له هو جائزة إيطاليا الكبرى 1950.

## سباقات شارك فيها
- لو مان 24 ساعة
- بطولة العالم للسيارات الرياضية

## روابط خارجية
- كليمنتي بيوندتي على موقع IMDb (الإنجليزية)